# 팡청강시
팡청강(중국어: 防城港, 병음: Fángchénggǎng, 좡어:Fangzcwngzgangj, 징어:Thành phố Phòng Thành Cảng)은 중국 광시 좡족 자치구의 지급시이다.

## 역사
명나라 때에는 방성순사(防城巡司)를 두었고 청나라 때 방성현(防城县)이 설치되었다. 1958년 5월 1일에 광둥성 관하의 둥싱 각족 자치현(东兴各族自治县)이 설치되었고 1965년에 광시 좡족 자치구에 속하게 되었다. 1978년 12월 25일, 팡청 각족 자치현(防城各族自治县)으로 개칭되었고 1993년 5월 23일에 지급시로 승격되어 팡청강시가 되었다.

## 지리
팡청강은 광시 좡족 자치구 남부의 해안 도시로 베트남 몽까이와 육로로 접하고 십만대산이라는 산맥이 베트남까지 연결되어 있다.

## 행정 구역
2개 시할구, 1개 현급시, 1개 현을 관할한다.
- 강커우 구(港口区)
- 팡청 구(防城区)
- 둥싱 시(东兴市)
- 상쓰 현(上思县)

## 주민
한족이 전체 인구의 54.36%를 차지하고 좡족이 40%, 야오족이 3.73%, 징족이 1.71%, 기타 소수민족이 0.2%를 차지한다.

## 기후
| 팡청강시의 기후                                               | 팡청강시의 기후 | 팡청강시의 기후 | 팡청강시의 기후 | 팡청강시의 기후 | 팡청강시의 기후 | 팡청강시의 기후 | 팡청강시의 기후 | 팡청강시의 기후 | 팡청강시의 기후 | 팡청강시의 기후 | 팡청강시의 기후 | 팡청강시의 기후 | 팡청강시의 기후 |
| 월                                                            | 1월             | 2월             | 3월             | 4월             | 5월             | 6월             | 7월             | 8월             | 9월             | 10월            | 11월            | 12월            | 연간            |
| ------------------------------------------------------------- | --------------- | --------------- | --------------- | --------------- | --------------- | --------------- | --------------- | --------------- | --------------- | --------------- | --------------- | --------------- | --------------- |
| 역대 최고 기온 °C (°F)                                        | 26.3 (79.3)     | 28.1 (82.6)     | 29.8 (85.6)     | 33.0 (91.4)     | 34.5 (94.1)     | 37.4 (99.3)     | 36.5 (97.7)     | 37.4 (99.3)     | 36.9 (98.4)     | 33.6 (92.5)     | 31.2 (88.2)     | 28.1 (82.6)     | 37.4 (99.3)     |
| 일평균 최고 기온 °C (°F)                                      | 17.4 (63.3)     | 18.7 (65.7)     | 21.3 (70.3)     | 25.9 (78.6)     | 29.5 (85.1)     | 30.9 (87.6)     | 31.2 (88.2)     | 31.5 (88.7)     | 31.0 (87.8)     | 28.7 (83.7)     | 24.8 (76.6)     | 20.0 (68.0)     | 25.9 (78.6)     |
| 일일 평균 기온 °C (°F)                                        | 14.3 (57.7)     | 15.7 (60.3)     | 18.5 (65.3)     | 23.0 (73.4)     | 26.6 (79.9)     | 28.4 (83.1)     | 28.7 (83.7)     | 28.4 (83.1)     | 27.6 (81.7)     | 25.0 (77.0)     | 21.1 (70.0)     | 16.5 (61.7)     | 22.8 (73.1)     |
| 일평균 최저 기온 °C (°F)                                      | 12.2 (54.0)     | 13.6 (56.5)     | 16.4 (61.5)     | 21.1 (70.0)     | 24.5 (76.1)     | 26.2 (79.2)     | 26.4 (79.5)     | 26.0 (78.8)     | 25.0 (77.0)     | 22.4 (72.3)     | 18.5 (65.3)     | 14.0 (57.2)     | 20.5 (69.0)     |
| 역대 최저 기온 °C (°F)                                        | 4.0 (39.2)      | 2.8 (37.0)      | 7.5 (45.5)      | 9.1 (48.4)      | 15.3 (59.5)     | 21.3 (70.3)     | 22.2 (72.0)     | 21.4 (70.5)     | 16.1 (61.0)     | 15.0 (59.0)     | 7.7 (45.9)      | 3.5 (38.3)      | 2.8 (37.0)      |
| 평균 강수량 mm (인치)                                         | 51.5 (2.03)     | 35.3 (1.39)     | 53.7 (2.11)     | 79.8 (3.14)     | 233.1 (9.18)    | 458.1 (18.04)   | 569.2 (22.41)   | 478.7 (18.85)   | 283.5 (11.16)   | 121.4 (4.78)    | 79.2 (3.12)     | 37.6 (1.48)     | 2,481.1 (97.69) |
| 평균 강수일수 (≥ 0.1 mm)                                      | 9.7             | 11.1            | 14.3            | 12.0            | 14.1            | 17.9            | 18.6            | 19.0            | 13.3            | 7.4             | 7.2             | 7.6             | 152.2           |
| 평균 상대 습도 (%)                                            | 75              | 80              | 84              | 83              | 82              | 84              | 83              | 83              | 77              | 71              | 70              | 67              | 78              |
| 평균 월간 일조시간                                            | 70.5            | 56.1            | 57.2            | 100.3           | 163.9           | 155.6           | 184.9           | 186.9           | 193.4           | 194.2           | 151.9           | 116.0           | 1,630.9         |
| 가능 일조율                                                   | 21              | 17              | 15              | 26              | 40              | 39              | 45              | 47              | 53              | 54              | 46              | 35              | 37              |
| 출처: 중국기상국 (평년값: 1991년~2020년, 극값: 1981년~2010년) |                 |                 |                 |                 |                 |                 |                 |                 |                 |                 |                 |                 |                 |

## 경제
팡청강의 마지막 글자 "강(港)"은 항구를 의미하며 팡청강이 광시의 중요한 항구임을 보여준다. 통킹만의 다른 주요 항구는 베이하이이다. 또한 항구는 관광업, 상업적 어업, 수력 전기, 식료품 생산, 농업과 같은 산업과 관련이 있다. 농산품으로는 쌀, 옥수수, 땅콩, 오렌지, 사탕수수가 있다. 수력 전기의 생산량은 연 78000킬로와트가 넘는다. 다른 천연 자원들로 석탄, 석회석, 온천수가 있다. 현재 2016년 1월 1일부터는 원자력 발전소 1기가 상업 운행 중에 있다.